# Taeniolabis taoensis
Taeniolabis taoensis (лат.) — вид вымерших млекопитающих из рода Taeniolabis семейства Taeniolabididae отряда многобугорчатых. Обитали во времена палеоценовой эпохи (66,0—63,8 млн лет назад) на территории современных США (Вайоминг, Нью-Мексико, Колорадо, Юта) и Канады (Саскачеван). Это были древесные растительноядные животные.

## Биология
Это крупнейший известный представитель вымершего отряда многобугорчатых, а также крупнейшее из млекопитающих не-териев: масса Taeniolabis taoensis, возможно, превышала 100 кг.